# Italia's Got Talent (prima edizione)
La prima edizione del talent show Italia's Got Talent, composta da 7 puntate, è andata in onda dal 12 aprile 2010 (con una puntata pilota andata in onda il 12 dicembre 2009) al 17 maggio 2010 su Canale 5. Le prime tre puntate sono state dedicate alla fase dei provini, mentre le ultime tre alle semifinali e alla finale. L'edizione è stata vinta dalla cantante lirica Carmen Masola.

## Puntate
Dopo la prima fase di provini, sono stati selezionati 36 semifinalisti che sono stati suddivisi in 6 gruppi da 6 concorrenti.
Nel corso delle due semifinali, per ogni gruppo, il televoto ha stabilito una classifica di gradimento che ha permesso l'accesso alla finale a soli due concorrenti: il primo classificato e la scelta dei giudici tra il secondo e il terzo classificato.
L'ordine delle colonne rispecchia l'ordine di apparizione delle singole esibizioni per la puntata.
Legenda:

 Buzzed

  ✔  Scelta del giudice

      Vince il voto del pubblico

      Vince il voto dei giudici
  W  Vincitore

  F   Finalista

 EL  Eliminato/a

### Semifinale 1
La prima semifinale è andata in onda il 3 maggio 2010 e ha visto passare alla fase successiva 6 concorrenti sui 18 presentati.

#### Gruppo 1
| Ordine | Piazzamento                | Artista             | Genere                                 |      | Buzz e scelte dei giudici |       |
| Ordine | Piazzamento                | Artista             | Genere                                 | Rudy | Maria                     | Gerry |
| 1      | Sconosciuto EL             | Angioletta Villella | Cantante rock                          | —    | —                         | —     |
| 2      | 3° (perde ballottaggio) T3 | Christian Roberto   | Ballerino, imitatore (Michael Jackson) | ✔    | —                         | —     |
| 3      | 2° (vince ballottaggio) F  | Federico Fattinger  | Cantautore                             | —    | ✔                         | ✔     |
| 4      | Sconosciuto EL             | Denis               | Fachiro                                |      | —                         | —     |
| 5      | Sconosciuto EL             | Anonimi Calabresi   | Comici                                 |      | —                         | —     |
| 6      | 1° (vince televoto) F      | Note di sabbia      | Animazione con la sabbia, musicisti    | —    | —                         | —     |

#### Gruppo 2
| Ordine | Piazzamento                | Artista          | Genere                   |      | Buzz e scelte dei giudici |       |
| Ordine | Piazzamento                | Artista          | Genere                   | Rudy | Maria                     | Gerry |
| 1      | 3° (perde ballottaggio) T3 | Glimprobabili?   | Acrobati, intrattenitori | ✔    | —                         | —     |
| 2      | 2° (vince ballottaggio) F  | Aldo Nicolini    | Illusionista             | —    | ✔                         | ✔     |
| 3      | Sconosciuto EL             | Angelo Di Guardo | Cantante                 |      | —                         | —     |
| 4      | Sconosciuto EL             | Emanuela Suanno  | Danzatrice del ventre    | —    |                           | —     |
| 5      | Sconosciuto EL             | Lorenzo Motta    | Maestro di arti marziali | —    | —                         | —     |
| 6      | 1° (vince televoto) F      | Alfredo Marasco  | Chitarrista              |      | —                         | —     |

#### Gruppo 3
| Ordine | Piazzamento                | Artista           | Genere                     |      |       | Buzz e scelte dei giudici |
| Ordine | Piazzamento                | Artista           | Genere                     | Rudy | Maria | Gerry                     |
| 1      | Sconosciuto EL             | Andrea Fratellini | Ventriloquo                | —    | —     | —                         |
| 2      | 1° (vince televoto) F      | Carmen Masola     | Cantante lirica            | —    | —     | —                         |
| 3      | Sconosciuto EL             | Cico              | Ballerino hip-hop, breaker | —    | —     | —                         |
| 4      | Sconosciuto EL             | Giovanna Minunni  | Intrattenitrice, ballerina |      | —     |                           |
| 5      | 3° (perde ballottaggio) T3 | Casadei-Colli     | Musicisti classici         |      | ✔     | —                         |
| 6      | 2° (vince ballottaggio) F  | I Regina          | Cover band (Queen)         | ✔    | —     | ✔                         |

### Semifinale 2
La seconda semifinale è andata in onda il 10 maggio 2010 e ha visto passare alla fase successiva 6 concorrenti sui 18 presentati.

#### Gruppo 1
| Ordine | Piazzamento                | Artista                  | Genere                  |      | Buzz e scelte dei giudici |       |
| Ordine | Piazzamento                | Artista                  | Genere                  | Rudy | Maria                     | Gerry |
| 1      | 3° (perde ballottaggio) T3 | Alfredo e Jessica Sbarra | Rock 'n roll acrobatico | —    | —                         | ✔     |
| 2      | 2° (vince ballottaggio) F  | Demis Facchinetti        | Cantautore              | ✔    | ✔                         | —     |
| 3      | Sconosciuto EL             | Loil Premies             | Intrattenitore          | —    | —                         | —     |
| 4      | 1° (vince televoto) F      | Truzzi volanti           | Acrobati                | —    | —                         | —     |
| 5      | Sconosciuto EL             | Mario Rodo               | Ballerino               |      | —                         | —     |
| 6      | Sconosciuto EL             | Rutt e Panzer            | Canto coi rutti         |      |                           |       |

#### Gruppo 2
| Ordine | Piazzamento                | Artista            | Genere            |      | Buzz e scelte dei giudici |       |
| Ordine | Piazzamento                | Artista            | Genere            | Rudy | Maria                     | Gerry |
| 1      | 3° (perde ballottaggio) T3 | Pasquale Fortunato | Ballerino hip-hop | —    | ✔                         | —     |
| 2      | Sconosciuto EL             | Daniele Lequaglia  | Sopranista        | —    | —                         | —     |
| 3      | Sconosciuto EL             | Mister Anthony     | Calcolatore umano |      | —                         | —     |
| 4      | Sconosciuto EL             | Maurizio Tassani   | Cantante          | —    | —                         | —     |
| 5      | 2° (vince ballottaggio) F  | Cristian Esposito  | Batterista        | ✔    | —                         | ✔     |
| 6      | 1° (vince televoto) F      | Miss Lolita        | Drag Queen        | —    | —                         | —     |

#### Gruppo 3
| Ordine | Piazzamento                | Artista             | Genere                  |      | Buzz e scelte dei giudici | Buzz e scelte dei giudici |
| Ordine | Piazzamento                | Artista             | Genere                  | Rudy | Maria                     | Gerry                     |
| 1      | 2° (vince ballottaggio) F  | Dangerous game      | Gruppo hip-hop          |      | ✔                         | ✔                         |
| 2      | Sconosciuto EL             | Nathalie Zeolla     | Cantante                |      | —                         | —                         |
| 3      | Sconosciuto EL             | Michele Baldassarre | Percussioni corporee    |      |                           |                           |
| 4      | 1° (vince televoto) F      | C'era una volta     | Disegnatore e musicista | —    | —                         | —                         |
| 5      | Sconosciuto EL             | Manzella Quartet    | Musicisti               | —    | —                         | —                         |
| 6      | 3° (perde ballottaggio) T3 | Angela Troina       | Cubista                 | ✔    | —                         | —                         |

### Finale
La finale è andata in onda il 17 maggio 2010 e ha visto vincitrice la cantante lirica Carmen Masola.
| Ordine | Piazzamento        | Artista            | Genere                              |      |       | Buzz e previsioni dei giudici |
| Ordine | Piazzamento        | Artista            | Genere                              | Rudy | Maria | Gerry                         |
| 1      | Sconosciuto EL     | Truzzi volanti     | Acrobati                            | —    | —     | —                             |
| 2      | 2º classificato F  | Federico Fattinger | Cantautore                          | —    | —     | —                             |
| 3      | Sconosciuto EL     | Aldo Nicolini      | Illusionista                        | —    | —     | —                             |
| 4      | Sconosciuto EL     | Note di sabbia     | Animazione con la sabbia, musicisti | —    | —     | —                             |
| 5      | Top 6 T6           | Alfredo Marasco    | Chitarrista                         | —    | —     | —                             |
| 6      | Top 6 T6           | Miss Lolita        | Drag Queen                          | —    | —     | —                             |
| 7      | Sconosciuto EL     | Cristian Esposito  | Batterista                          | —    | —     | —                             |
| 8      | Top 6 T6           | I Regina           | Cover band (Queen)                  | —    | —     | —                             |
| 9      | Sconosciuto EL     | C'era una volta    | Disegnatore e musicista             | —    | —     | —                             |
| 10     | Vincitrice W       | Carmen Masola      | Cantante lirica                     | ✔    | ✔     | ✔                             |
| 11     | Sconosciuto EL     | Dangerous Game     | Ballerini hip-hop                   | —    | —     | —                             |
| 12     | 3º classificato T3 | Demis Facchinetti  | Cantautore                          | —    | —     | —                             |

## Tabellone riassuntivo
Legenda:

     Non si esibisce

 SP  Scelta del pubblico

 SG  Scelta dei giudici 
  W  Vincitore

  F   Finalista

 EL  Eliminato/a

 T3   T6  Top 3/Top 6 (Eliminato)
| Semifinale 1 | Semifinale 1             | Semifinale 1 | Semifinale 2 | Semifinale 2 | Semifinale 2 | Finale |    |    |
| Gruppo 1     | Gruppo 2                 | Gruppo 3     | Gruppo 1     | Gruppo 2     | Gruppo 3     | Finale |    |    |
| F            | Carmen Masola            |              |              | SP           |              |        |    | W  |
| F            | Federico Fattinger       | SG           |              |              |              |        |    | F  |
| F            | Demis Facchinetti        |              |              |              | SG           |        |    | T3 |
| F            | Alfredo Marasco          |              | SP           |              |              |        |    | T6 |
| F            | Miss Lolita              |              |              |              |              | SP     |    | T6 |
| F            | I Regina                 |              |              | SG           |              |        |    | T6 |
| F            | Truzzi Volanti           |              |              |              | SP           |        |    | EL |
| F            | Aldo Nicolini            |              | SG           |              |              |        |    | EL |
| F            | Note di sabbia           | SP           |              |              |              |        |    | EL |
| F            | Cristian Esposito        |              |              |              |              | SG     |    | EL |
| F            | C'era una volta          |              |              |              |              |        | SP | EL |
| F            | Dangerous game           |              |              |              |              |        | SG | EL |
| SF2 G3       | Nathalie Zeolla          |              |              |              |              |        | EL |    |
| SF2 G3       | Michele Baldassarre      |              |              |              |              |        | EL |    |
| SF2 G3       | Manzella Quartet         |              |              |              |              |        | EL |    |
| SF2 G3       | Angela Troina            |              |              |              |              |        | T3 |    |
| SF2 G2       | Pasquale Fortunato       |              |              |              |              | T3     |    |    |
| SF2 G2       | Daniele Lequaglia        |              |              |              |              | EL     |    |    |
| SF2 G2       | Mister Anthony           |              |              |              |              | EL     |    |    |
| SF2 G2       | Maurizio Tassani         |              |              |              |              | EL     |    |    |
| SF2 G1       | Alfredo e Jessica Sbarra |              |              |              | T3           |        |    |    |
| SF2 G1       | Loil Premies             |              |              |              | EL           |        |    |    |
| SF2 G1       | Mario Rodo               |              |              |              | EL           |        |    |    |
| SF2 G1       | Rutt e Panzer            |              |              |              | EL           |        |    |    |
| SF1 G3       | Andrea Fratellini        |              |              | EL           |              |        |    |    |
| SF1 G3       | Cico                     |              |              | EL           |              |        |    |    |
| SF1 G3       | Giovanna Minunni         |              |              | EL           |              |        |    |    |
| SF1 G3       | Casadei-Colli            |              |              | T3           |              |        |    |    |
| SF1 G2       | Glimprobabili?           |              | T3           |              |              |        |    |    |
| SF1 G2       | Angelo Di Guardo         |              | EL           |              |              |        |    |    |
| SF1 G2       | Emanuela Suanno          |              | EL           |              |              |        |    |    |
| SF1 G2       | Lorenzo Motta            |              | EL           |              |              |        |    |    |
| SF1 G1       | Angioletta Villella      | EL           |              |              |              |        |    |    |
| SF1 G1       | Christian Roberto        | T3           |              |              |              |        |    |    |
| SF1 G1       | Denis                    | EL           |              |              |              |        |    |    |
| SF1 G1       | Anonimi calabresi        | EL           |              |              |              |        |    |    |

## Ascolti
| Puntata            | Data             | Telespettatori | Share  |
| ------------------ | ---------------- | -------------- | ------ |
| Pilota             | 12 dicembre 2009 | 5 307 000      | 26,61% |
| 1                  | 12 aprile 2010   | 5 976 000      | 27,47% |
| 2                  | 19 aprile 2010   | 5 382 000      | 24,56% |
| 3                  | 26 aprile 2010   | 5 318 000      | 24,59% |
| Prima Semifinale   | 3 maggio 2010    | 5 365 000      | 26,64% |
| Seconda Semifinale | 10 maggio 2010   | 5 197 000      | 26,41% |
| Finale             | 17 maggio 2010   | 5 879 000      | 27,24% |
|                    | Media            | 5 489 000      | 26,19% |